# Мачацки, Феликс Карл Людвиг
Феликс Карл Людвиг Мачацки (22 сентября 1895 года, Арнфельс, Штирия, Австрия — 17 февраля 1970 года, Вена) — австрийский минералог. 

## Биография
Феликс Мачацки родился 22 сентября 1895 года в Арнфельсе, земля Штирия, Австрия.
В 1925 году окончил Грацский университет.
В 1927 году он стал работать в группе Виктора Гольдшмидта в Осло.
В 1930 году Мачацки был назначен профессором Тюбингенского университета. 
В 1941 году он перешел сначала в Мюнхенский университет, а в 1944 году — в Венский университет. В своей научной работе он создал основы общей минералогии и химии кристаллов.
С 1944 года был членом-корреспондентом, а с 1953 года — действительным членом Баварской академии наук. 
В 1959 году Мачацки стал членом-корреспондентом Гёттингенской академии наук. 
В 1964 году он был избран членом Леопольдины.
Австрийское минералогическое общество, основанное в 1901 году, в знак признания за научные публикации в области минералогии присуждает международную премию имени Феликса Мачацкого. 

## Семья
Был женат на Берте Жозефе Лаурих (1896 — 1984), ботаник. 
Его единственный сын Курт Мачацки (1923 — ?) был также минералогом.

## Награды
- 1958: Премия Эрвина Шрёдингера
- 1959: Медаль Рёблинга
- 1961: Австрийский почётный знак науки и искусства
- 1965: Медаль Фридриха Бекке[нем.]